# Ferrovia Tereza Cristina
| Streckennetz der FTC Ferrovia Tereza Cristina S.A. |                     |                       |                       |
| Streckennummer: | EF-488              |                       |                       |
| Streckenlänge: | 164 km              |                       |                       |
| Spurweite: | 1000 mm (Meterspur) |                       |                       |
| |                     |                       |                       |
| \| \| 0 km \| Imbituba \| 5 m \| \| \| 4,4 km \| Vila Nova \| Vila Nova \| \| \| 12,1 km \| Roça Grande \| Roça Grande \| \| \| 25,7 km \| Visconde de Barbacena \| Visconde de Barbacena \| \| \| 31,6 km \| Laguna \| Laguna \| \| \| 30,2 km \| Cabeçuda \| 6 m \| \| \| \| Santiago \| \| \| \| 41,7 km \| Estiva \| Estiva \| \| \| 30,2 km \| Cabeçuda \| 6 m \| \| \| 46,8 km \| Capivari de Baixo \| Capivari de Baixo \| \| \| 52,5 km \| Tubarão \| Tubarão \| \| \| \| Ramal de Lauro Müller \| \| \| \| \| Pinheiros \| \| \| \| 63 km \| Quilômetro 63 \| Quilômetro 63 \| \| \| 63,4 km \| Guarda \| Guarda \| \| \| 66,7 km \| Rio do Pouso \| Rio do Pouso \| \| \| 69,2 km \| Pedrinhas \| Pedrinhas \| \| \| \| Braço do Norte \| \| \| \| 77,5 \| Pedras Grandes \| Pedras Grandes \| \| \| 83,7 km \| Pindotiba 59 m \| Pindotiba 59 m \| \| \| 88,3 km \| Santa Clara 75 m \| Santa Clara 75 m \| \| \| 95,3 km \| Orleans 99 m \| Orleans 99 m \| \| \| \| Oratório \| \| \| \| 110,0 km \| Lauro Müller 197 m \| Lauro Müller 197 m \| \| \| 55,0 km \| Diomicio de Freitas \| Diomicio de Freitas \| \| \| 59,5 km \| Congonhas \| Congonhas \| \| \| 68,8 km \| Jaguaruna \| 9 m \| \| \| 78,8 km \| Morro Grande \| Morro Grande \| \| \| 86,9 km \| Esplanada \| 5 m \| \| \| \| Ramal de Urussanga \| \| \| \| 92,2 km \| Morro da Fumaça 17 m \| Morro da Fumaça 17 m \| \| \| 100,5 km \| Cocal \| Cocal \| \| \| \| São Pedro \| \| \| \| 111,7 km \| Urussanga \| Urussanga \| \| \| 117,1 km \| Caeté \| Caeté \| \| \| 119,6 km \| Rio Deserto \| Rio Deserto \| \| \| 117,1 km \| Caeté \| Caeté \| \| \| 92,7 km \| Esperança \| Esperança \| \| \| 99,3 km \| Içara \| 27 m \| \| \| 109,3 km \| Cresciúma \| 47 m \| \| \| 112,7 km \| Pinheirinho \| Pinheirinho \| \| \| \| Ramal de Siderópolis \| \| \| \| 118,5 km \| Rio Maina \| Rio Maina \| \| \| 126,5 km \| Beluno \| Beluno \| \| \| 126,6 km \| Siderópolis \| Siderópolis \| \| \| 129,3 km \| Rio Fiorita \| Rio Fiorita \| \| \| 137,5 km \| Treviso \| Treviso \| \| \| 118,2 km \| Sangão \| Sangão \| \| \| 126,5 km \| Sangão Madalena \| 47 m \| \| \| 132,4 km \| Maracajá \| Maracajá \| \| \| 143,2 km \| Araranguá \| 4 m \| |                     |                       |                       |
| Betriebs-/Güterbahnhof Streckenanfang | 0 km                | Imbituba              | 5 m                   |
| Dienststation / Betriebs- oder Güterbahnhof | 4,4 km              | Vila Nova             | Vila Nova             |
| Dienststation / Betriebs- oder Güterbahnhof | 12,1 km             | Roça Grande           | Roça Grande           |
| Dienststation / Betriebs- oder Güterbahnhof | 25,7 km             | Visconde de Barbacena | Visconde de Barbacena |
| Betriebs-/Güterbahnhof Streckenanfang und quer · Abzweig geradeaus, nach rechts und von rechts | 31,6 km             | Laguna                | Laguna                |
| Dienststation / Betriebs- oder Güterbahnhof | 30,2 km             | Cabeçuda              | 6 m                   |
| Dienststation / Betriebs- oder Güterbahnhof |                     | Santiago              | Santiago              |
| Dienststation / Betriebs- oder Güterbahnhof | 41,7 km             | Estiva                | Estiva                |
| Dienststation / Betriebs- oder Güterbahnhof | 30,2 km             | Cabeçuda              | 6 m                   |
| Dienststation / Betriebs- oder Güterbahnhof | 46,8 km             | Capivari de Baixo     | Capivari de Baixo     |
| Dienststation / Betriebs- oder Güterbahnhof | 52,5 km             | Tubarão               | Tubarão               |
| Strecke von links · Abzweig geradeaus, nach rechts und von rechts |                     | Ramal de Lauro Müller | Ramal de Lauro Müller |
| Dienststation / Betriebs- oder Güterbahnhof · Strecke |                     | Pinheiros             | Pinheiros             |
| Blockstelle · Strecke | 63 km               | Quilômetro 63         | Quilômetro 63         |
| Dienststation / Betriebs- oder Güterbahnhof · Strecke | 63,4 km             | Guarda                | Guarda                |
| Dienststation / Betriebs- oder Güterbahnhof · Strecke | 66,7 km             | Rio do Pouso          | Rio do Pouso          |
| Dienststation / Betriebs- oder Güterbahnhof · Strecke | 69,2 km             | Pedrinhas             | Pedrinhas             |
| Dienststation / Betriebs- oder Güterbahnhof · Strecke |                     | Braço do Norte        | Braço do Norte        |
| Dienststation / Betriebs- oder Güterbahnhof · Strecke | 77,5                | Pedras Grandes        | Pedras Grandes        |
| Dienststation / Betriebs- oder Güterbahnhof · Strecke | 83,7 km             | Pindotiba 59 m        | Pindotiba 59 m        |
| Dienststation / Betriebs- oder Güterbahnhof · Strecke | 88,3 km             | Santa Clara 75 m      | Santa Clara 75 m      |
| Dienststation / Betriebs- oder Güterbahnhof · Strecke | 95,3 km             | Orleans 99 m          | Orleans 99 m          |
| Dienststation / Betriebs- oder Güterbahnhof · Strecke |                     | Oratório              | Oratório              |
| Betriebs-/Güterbahnhof Streckenende · Strecke | 110,0 km            | Lauro Müller 197 m    | Lauro Müller 197 m    |
| Dienststation / Betriebs- oder Güterbahnhof | 55,0 km             | Diomicio de Freitas   | Diomicio de Freitas   |
| Dienststation / Betriebs- oder Güterbahnhof | 59,5 km             | Congonhas             | Congonhas             |
| Dienststation / Betriebs- oder Güterbahnhof | 68,8 km             | Jaguaruna             | 9 m                   |
| Dienststation / Betriebs- oder Güterbahnhof | 78,8 km             | Morro Grande          | Morro Grande          |
| Dienststation / Betriebs- oder Güterbahnhof | 86,9 km             | Esplanada             | 5 m                   |
| Strecke von links · Abzweig geradeaus und nach rechts |                     | Ramal de Urussanga    | Ramal de Urussanga    |
| Dienststation / Betriebs- oder Güterbahnhof · Strecke | 92,2 km             | Morro da Fumaça 17 m  | Morro da Fumaça 17 m  |
| Dienststation / Betriebs- oder Güterbahnhof · Strecke | 100,5 km            | Cocal                 | Cocal                 |
| Dienststation / Betriebs- oder Güterbahnhof · Strecke |                     | São Pedro             | São Pedro             |
| Dienststation / Betriebs- oder Güterbahnhof · Strecke | 111,7 km            | Urussanga             | Urussanga             |
| Dienststation / Betriebs- oder Güterbahnhof · Strecke | 117,1 km            | Caeté                 | Caeté                 |
| Dienststation / Betriebs- oder Güterbahnhof · Strecke | 119,6 km            | Rio Deserto           | Rio Deserto           |
| Betriebs-/Güterbahnhof Streckenende · Strecke | 117,1 km            | Caeté                 | Caeté                 |
| Dienststation / Betriebs- oder Güterbahnhof | 92,7 km             | Esperança             | Esperança             |
| Dienststation / Betriebs- oder Güterbahnhof | 99,3 km             | Içara                 | 27 m                  |
| Dienststation / Betriebs- oder Güterbahnhof | 109,3 km            | Cresciúma             | 47 m                  |
| Dienststation / Betriebs- oder Güterbahnhof | 112,7 km            | Pinheirinho           | Pinheirinho           |
| Strecke von links · Abzweig geradeaus und nach rechts |                     | Ramal de Siderópolis  | Ramal de Siderópolis  |
| ehemaliger Dienststation / Betriebs- oder Güterbahnhof · Strecke | 118,5 km            | Rio Maina             | Rio Maina             |
| ehemaliger Dienststation / Betriebs- oder Güterbahnhof · Strecke | 126,5 km            | Beluno                | Beluno                |
| ehemaliger Dienststation / Betriebs- oder Güterbahnhof · Strecke | 126,6 km            | Siderópolis           | Siderópolis           |
| ehemaliger Dienststation / Betriebs- oder Güterbahnhof · Strecke | 129,3 km            | Rio Fiorita           | Rio Fiorita           |
| Betriebs-/Güterbahnhof Streckenende · Strecke | 137,5 km            | Treviso               | Treviso               |
| Dienststation / Betriebs- oder Güterbahnhof | 118,2 km            | Sangão                | Sangão                |
| Dienststation / Betriebs- oder Güterbahnhof | 126,5 km            | Sangão Madalena       | 47 m                  |
| Dienststation / Betriebs- oder Güterbahnhof | 132,4 km            | Maracajá              | Maracajá              |
| Betriebs-/Güterbahnhof Streckenende | 143,2 km            | Araranguá             | 4 m                   |

Die Eisenbahn-Gesellschaft FTC Ferrovia Tereza Cristina S.A. betreibt ein Streckennetz im brasilianischen Bundesstaat Santa Catarina. Ursprünglich war die Bahnstrecke für den Transport von Kohle zwischen den Minen von Lauro Müller und dem Hafen Porto de Imbituba mit einer Gesamtlänge von 164 km geplant. Es handelte sich um eine isolierte Bahnlinie, die keine Verbindung zu anderen nationalen Bahnlinien hatte. Der Betrieb wurde in Konzession von der staatlichen Bahngesellschaft Rede Ferroviária Federal im Jahre 1996 übernommen.

## Geschichte
Um 1830 herum wurde im Bereich des Rio Tubarão ein Kohlevorkommen entdeckt und bereits 1832 begannen die ersten Minenaktivitäten im Bereich des Rio Tuba, bis dann im Jahre 1861 ein noch reichhaltigeres Kohlevorkommen im Quellgebiet des Rio Tubarão entdeckt wurde. Die englischen Entdecker gründeten daraufhin die Minengesellschaft The Tubarão Coal Mining Company Limited  sowie eine Schienentransportgesellschaft, die Donna Thereza Christina Railway Co. Ltd.
Daraufhin wurde im Jahr 1884 die erste Eisenbahnverbindung an die Küste eröffnet, die allerdings schon 1887 während eines Hochwassers im Rio Tubarão wieder teilweise zerstört wurde.  Neu erbaute Bahnbrücken stürzten ein. Die teilweise Zerstörung der Linie führte zu einem Desinteresse der englischen Kapitalgeber an der Fortführung des Projektes und erst 1902 wurde die Linie wieder unter staatlicher Führung in Betrieb genommen. Seither befindet sich die Hauptverwaltung der Bahnlinie in Imbituba.
Nach weiteren Kohlefunden in der Region Criciúma wurde die Bahnlinie von der privaten Minengesellschaft Companhia Brasileira Carbonífera Araranguá (CBCA) übernommen. Neue Anschlussstrecken wurden fertiggestellt (Criciúma, Urussanga, Esplanada und Araranguá im Jahr 1927). Die Benutzung der Bahn durch diese Gesellschaft endete 1940. Erst 1957 wurde die Bahnlinie in die staatliche Bahngesellschaft Rede Ferroviária Federal eingebunden. Nach der Auflösung der RFFSA im Jahre 1997 wurde die Bahngesellschaft erneut privatisiert und die Konzession für den Betrieb erhielt die Gesellschaft Ferrovia Tereza Cristina SA (FTC), die die Bahnlinie für einen Betrag i. H. von R$ 18.510.000,00 für eine 30-jährige Nutzungskonzession ersteigerte.

## Heutige Bahnstrecke
Nachdem in den 70er Jahren diverse Bahnhöfe und Anschlüsse der Bahnstrecke unter Leitung von RFFSA stillgelegt wurden, besteht das heutige Bahnnetz mit einer Streckenlänge von 164 km noch als Verbindung zwischen den folgenden Städten im brasilianischen Bundesstaat Santa Catarina:
- Tubarão
- Criciúma
- Laguna
- Imbituba
- Urussanga
- Içara
- Jaguaruna
- Capivari de Baixo
- Morro da Fumaça
- Sangão
- Treviso
- Cocal do Sul
- Forquilhinha